# ARINC 717
ARINC 717定义了一个数字型飞行数据记录器以及其输入和输出。它取代了旧的基于模擬信號输入的ARINC 573，能记录更多数据和实时记录。
数字式可扩展飞行数据获得和记录系统（DEFDARS）飛行紀錄儀输出的信号包括：
1. 主输出 – ARINC 717 哈佛双相（英语：Harvard biphase）编码
2. 辅输出 – ARINC 429（DITS）双极编码

ARINC 747定义了一个可用于ARINC 717设备的备用固态记录器。
DEFDARS包括如下组件功能：
1. 数字式飞行采集单元（DFAU）
2. 数字式飞行数据记录器（DFDR）
3. 加速度计
4. 用于输入航班数据的航班数据输入面板（可选）

## 历史
- 1979年建立。
- 最新修订：-15，2011年6月6日[3]